# Aleksej Ivanovitj Chegaj
Aleksej Ivanovitj Chegaj, även känd som Ho Ka-i eller Huh Ga-i, född i Chabarovsk 18 mars 1908, död 2 juli 1953, var en nordkoreansk politiker och ställföreträdabde ordförande för Koreas arbetarparti. Chegaj var ledare för den s.k. sovjetiska fraktionen av Koreas arbetarparti och i opposition till dess ledare Kim Il Sung. Han anklagades för att ha sinkat reparationerna av en vattencistern som USA bombat under andra världskriget och avsattes på grund av detta, kort varefter han påstås ha begått självmord.